# Kaj Tuve
Nils Kaj Tuve (Månsson), född 15 oktober 1917 i Lund, död 16 oktober 2012 i Aneby, var en svensk målare, tecknare och järnvägstjänsteman.
Han var son till bagaren Nils Månsson och Selma Nilzén och från 1940 gift med Anna-Lisa Ericsson. Tuve var huvudsakligen autodidakt som konstnär med undantag av deltagande i Folkrörelsen konstfrämjandes kurser och studier vid ABC-skolan och NKI-skolan. Han bedrev självstudier under resor till bland annat Tyskland, Schweiz och Spanien på 1950-talet. Tillsammans med Lennart Palmér ställde han ut Nässjö och tillsammans med Dan Alatalo i Mellbystrand samt med Henning Nilsson på Galerie Æsthetica i Stockholm. Han medverkade i samlingsutställningar med Norra Smålands konstförening. Hans konst består av bland annat nonfigurativt mosaikartade färgkompositioner, figurer utförda i olja, putrido, pastell, gouache och teckningar i tusch, blyerts och krita samt batik med humoristiska motiv, figurer och ansikten.